# REC 2
[●REC] 2 (oryg. hiszp. [•REC]²) – hiszpański horror filmowy z 2009 roku, kontynuacja horroru [●REC] (2007). Reżyserami, jak i scenarzystami projektu, są Jaume Balagueró i Paco Plaza, pracujący już przy prequelu. Akcja filmu rozgrywa się zaraz po wydarzeniach ukazanych w pierwszej części.

## Fabuła
Krótko po wydarzeniach z pierwszej części lekarz z ministerstwa zdrowia i załoga GEO (z hiszp. Grupo Especial de Operaciones − Specjalna Grupa Operacyjna) zaopatrzona w kamery, zostają wysłani do objętego kwarantanną budynku w centrum Barcelony. Niedługo po wejściu do kamienicy jeden z funkcjonariuszy zostaje zarażony tajemniczą chorobą i atakuje swoich kolegów. W tym samym czasie lekarz odprawia modlitwę, ku zaskoczeniu pozostałych. Okazuje się, że działanie to skutkuje, a zakażeni, pod wpływem modłów, sprawiają mniejsze zagrożenie. Niedługo później wychodzi na jaw, że ów „lekarz” jest w rzeczywistości księdzem wysłanym przez Kościół w celu pobrania próbek krwi Tristany Medeiros − opętanej dziewczyny uwięzionej na poddaszu.

## Obsada
- Jonathan Mellor jako dr Owen
- Manuela Velasco jako Ángela Vidal
- Óscar Zafra jako Jefe
- Ariel Casas jako Larra
- Alejandro Casaseca jako Martos
- Pablo Rosso jako Rosso
- Ferrán Terraza jako Manu
- Javier Botet/Nico Baixas jako Tristana Medeiros
- Andrea Ros jako Mire
- Pau Poch jako Tito
- Àlex Batllori jako Ori
- David Vert jako Álex
- Pep Molina jako ojciec Jennifer
- Anna García Cuartero jako Mari Carmen
- Claudia Font jako Jennifer
- Martha Carbonell jako pani Conchita Izquierdo
- Ana Isabel Velásquez jako Kolumbijka

## Produkcja
W związku ze spektakularnym sukcesem, z jakim spotkał się REC (2007), Jaume Balagueró i Paco Plaza zadecydowali o realizacji sequela.